# Prisión de Culla
El Antiguo Granero del Comendador, en Culla, comarca del Alto Maestrazgo, en la provincia de Castellón; también llamado la prisión, es un granero que en la época de las Guerras Carlistas empezó a emplearse  como prisión, lo cual dio lugar a su nombre actual. Está catalogado como Bien de Relevancia Local, con  código número 12.02.051-009, al encontrarse dentro del expediente de declaración de un Bien de Interés Cultural, en este caso el del Conjunto Histórico de la localidad de Culla, en la que está ubicado (en la calle de la Abadía nº 5).
Se trata de un edificio datado entre los siglos XIII y XIV. Era el granero del Comendador de la Orden de Montesa, de ahí  su primer nombre.

## Descripción
Hay un entramado de pasillos que van dando lugar a un gran número de dependencias, en las cuales se retenía a los presos hasta el cumplimiento de su condena. Algunas de estas dependencias eran de reducidas dimensiones y cerrados con llave, que algunos denominan hornacinas de castigo.  En algunas paredes se pueden ver todavía las cadenas y grilletes con los que se inmovilizaba a los reos. También se aprecian marcas en las paredes hechas por los mismos reos.